# Sân bay Tekirdağ Çorlu
Sân bay Tekirdağ Çorlu (IATA: TEQ, ICAO: LTBU) (tiếng Thổ Nhĩ Kỳ: Tekirdağ Çorlu Havalimanı) là một sân bay quân sự và công chúng trong Çorlu, một thị trấn ở tỉnh Tekirdağ, Thổ Nhĩ Kỳ. Được mở cửa cho hoạt động bay dân dụng năm 1998, sân bay này có cự ly 10,5 km (6,5 dặm) về phía đông của Çorlu.
==Tham khảo==
1. ↑  “General Directorate of State Airports Authority (DHMİ)”. Bản gốc lưu trữ ngày 13 tháng 9 năm 2014. Truy cập 4 tháng 10 năm 2015.